# Carrarese Calcio 1908 2013-2014
Questa voce raccoglie le informazioni riguardanti la Carrarese Calcio 1908 nelle competizioni ufficiali della stagione 2013-2014.

## Stagione
Nella stagione 2013-2014 la Carrarese disputa il terzo campionato consecutivo in Lega Pro Prima Divisione, e il ventiduesimo nella storia del club in Serie C1/Lega Pro Prima Divisione. Con l'allenatore Maurizio Braghin alla guida, la squadra supera la fase eliminatoria a gironi della Coppa Italia di Lega Pro eliminando Tuttocuoio e Gavorrano, per poi essere eliminata dal Pontedera per 2-1. A novembre subentra nel ruolo di allenatore Gian Marco Remondina, con il quale la Carrarese conclude il girone di andata con 14 punti in quart'ultima posizione, poi nel girone di ritorno ottiene 22 punti, terminando il campionato all'undicesimo posto del girone B con 36 punti. Viene ammessa alla nuova terza serie.

## Divise e sponsor
Lo sponsor tecnico per la stagione 2013-2014 è Givova, mentre lo sponsor ufficiale è Marmo Di Carrara.
| Casa | Trasferta |

## Organigramma societario
Area direttiva
- Presidente: Andrea Pasquini
- Presidente onorario: Alena Šeredová
- Proprietario: Gianluigi Buffon
- Direttore generale: Sandro Turotti

Area organizzativa
- Segretario generale: Iacopo Pasciuti
- Team manager: Marco Ricci

Area tecnica
- Allenatore: Maurizio Braghin, da novembre Gian Marco Remondina
- Allenatore in seconda: Stefano Turi
- Preparatore atletico: Andrea Castellani
- Preparatore dei portieri: Emiliano Betti

Area sanitaria
- Responsabile: Marco Piolanti
- Medico sociale: Giuseppe Rogato

## Rosa
| N. |                   | Ruolo | Calciatore          |
| -- | ----------------- | ----- | ------------------- |
| 1  | Italia (bandiera) | P     | Alex Calderoni      |
| 2  | Italia (bandiera) | D     | Dario Teso          |
| 3  | Italia (bandiera) | D     | Alessandro Videtta  |
| 4  | Italia (bandiera) | D     | Filippo Brondi      |
| 5  | Italia (bandiera) | D     | Kevin Trocar        |
| 6  | Italia (bandiera) | D     | Simone Bregliano    |
| 7  | Italia (bandiera) | C     | Michele Castagnetti |
| 8  | Italia (bandiera) | D     | Diego Vannucci      |
| 9  | Italia (bandiera) | D     | Maikol Benassi      |
| 10 | Italia (bandiera) | C     | Paolo Beltrame      |
| 11 | Italia (bandiera) | C     | Mauro Calvi         |
| 12 | Italia (bandiera) | P     | Matteo Nodari       |
| 13 | Italia (bandiera) | C     | Enrico Geroni       |
| 14 | Italia (bandiera) | C     | Luca Belcastro      |

| N. |                               | Ruolo | Calciatore          |
| -- | ----------------------------- | ----- | ------------------- |
| 15 | Italia (bandiera)             | C     | Marco Tognoni       |
| 16 | Italia (bandiera)             | C     | Nicola Pescatore    |
| 17 | Italia (bandiera)             | D     | Andrea Sbraga       |
| 18 | Italia (bandiera)             | C     | Francesco Dettori   |
| 19 | Italia (bandiera)             | A     | Marco Cellini       |
| 20 | Italia (bandiera)             | A     | Alessandro Gherardi |
| 21 | Italia (bandiera)             | A     | Matteo Merini       |
| 22 | Italia (bandiera)             | P     | Mattia Di Vincenzo  |
| 23 | Italia (bandiera)             | A     | Leonardo Mancuso    |
| 24 | Italia (bandiera)             | D     | Matteo Battistini   |
| 25 | Italia (bandiera)             | D     | Andrea Zanchi       |
| 27 | Italia (bandiera)             | D     | Marco Gorzegno      |
| 28 | Serbia (bandiera)             | A     | Sladan Nikodijevic  |
| 39 | Macedonia del Nord (bandiera) | A     | Fatih Ademi         |

## Risultati

### Campionato

#### Girone di andata
| Arbitro: | Morreale (Roma) |

|  |           |                                                        |
|  | Marcatori | 36’ Teso 45+1’ Mancuso 58’ Beltrame 66’, 68’ Pescatore |

| Arbitro: | Marini (Roma) |

|  |           |           |
|  | Marcatori | 19’ Moreo |

| Arbitro: | Cangiano (Napoli) |

|                               |           |  |
| Tiribocchi 54’ Mustacchio 81’ | Marcatori |  |

| Arbitro: | Abisso (Palermo) |

|  |           |                               |
|  | Marcatori | 17’ De Silvestro 71’ Viapiana |

| Salò 6 ottobre 2013, ore 15:00 CEST 5ª giornata | Feralpisalò     | 0 – 0 referto | Carrarese | Stadio Lino Turina (300 spett.)\| Arbitro: \| Pezzuto (Lecce) \| |
| Arbitro:                                        | Pezzuto (Lecce) |               |           |                                                                  |

| Carrara 13 ottobre 2013 6ª giornata | Carrarese         | 0 – 0 | Pavia | Stadio dei Marmi\| Arbitro: \| Bellotti (Verona) \| |
| Arbitro:                            | Bellotti (Verona) |       |       |                                                     |

| Arbitro: | Martinelli (Roma) |

|  |           |             |
|  | Marcatori | 41’ Bocalon |

| Arbitro: | Piscopo (Imperia) |

|                                    |           |  |
| Torregrossa 35’, 60’ Galuppini 66’ | Marcatori |  |

| Arbitro: | Lanza (Nichelino) |

|             |           |                                             |
| Mancuso 45’ | Marcatori | 25’ F. Gentile 32’, 51’ Virdis 74’ Cesarini |

| Arbitro: | Lacagnina (Caltanissetta) |

|  |           |                      |
|  | Marcatori | 1’ Merini 44’ Geroni |

| Arbitro: | Formato (Benevento) |

|                |           |           |
| Ademi 75’, 79’ | Marcatori | 53’ Campo |

| Arbitro: | Capilungo (Lecce) |

|                             |           |                               |
| Martina Rini 22’ Casoli 24’ | Marcatori | 83’ Nikodijevic 85’ Belcastro |

| Arbitro: | Verdenelli (Foligno) |

|                    |           |                               |
| Cellini 69’ (rig.) | Marcatori | 18’, 54’ Pesenti 90+3’ Valoti |

| Arbitro: | Guccini (Albano Laziale) |

|             |           |             |
| Le Noci 56’ | Marcatori | 84’ Dettori |

| Arbitro: | Cifelli (Campobasso) |

|                                             |           |                                          |
| Pescatore 52’ Cellini 71’ (rig.) Merini 77’ | Marcatori | 38’ Ardizzone 48’ G. Greco 83’ E. Marchi |

#### Girone di ritorno
| Arbitro: | Giovani (Grosseto) |

|                                          |           |                                                      |
| Merini 26’, 52’ Beltrame 47’ Cellini 71’ | Marcatori | 35’ Poletti 60’ Villanova 81’ Draghetti 86’ Crocetti |

| Arbitro: | Bellotti (Verona) |

|                                          |           |  |
| Iacoponi 24’ Torromino 60’ M. Marchi 79’ | Marcatori |  |

| Arbitro: | Dei Giudici (Latina) |

|                         |           |                                          |
| Gherardi 14’ Merini 62’ | Marcatori | 19’ Jadid 24’ G. Tulli 36’, 51’ Maritato |

| Arbitro: | D'Angelo (Ascoli Piceno) |

|            |           |  |
| Cais 90+2’ | Marcatori |  |

| Arbitro: | Sacchi (Macerata) |

|                   |           |  |
| Vannucci 29’, 33’ | Marcatori |  |

| Arbitro: | Perotti (Legnano) |

|              |           |                      |
| D. Ferri 57’ | Marcatori | 90+4’ (rig.) Cellini |

| Arbitro: | Lacagnina (Caltanissetta) |

|             |           |                         |
| S. Cori 71’ | Marcatori | 59’ Dettori 62’ Cellini |

| Carrara 2 marzo 2014 23ª giornata | Carrarese       | 0 – 0 | Lumezzane | Stadio dei Marmi\| Arbitro: \| Morreale (Roma) \| |
| Arbitro:                          | Morreale (Roma) |       |           |                                                   |

| Arbitro: | Candeo (Este) |

|                   |           |             |
| Virdis 83’ (rig.) | Marcatori | 45’ Cellini |

| Arbitro: | Giua (Pisa) |

|             |           |  |
| Mancuso 40’ | Marcatori |  |

| Arbitro: | Marinelli (Tivoli) |

|            |           |  |
| Branca 24’ | Marcatori |  |

| Arbitro: | Fiore (Barletta) |

|                |           |  |
| Gorzegno 90+3’ | Marcatori |  |

| Arbitro: | Caso (Verona) |

|  |           |             |
|  | Marcatori | 46’ Cellini |

| Arbitro: | Ranaldi (Tivoli) |

|                                            |           |  |
| Cellini 43’ (rig.) Belcastro 73’ Ademi 80’ | Marcatori |  |

| Arbitro: | Marini (Roma) |

|                           |           |  |
| Iemmello 8’ E. Marchi 12’ | Marcatori |  |

### Coppa Italia Lega Pro

#### Girone 7
| Arbitro: | Capraro (Cassino) |

|  |           |                   |
|  | Marcatori | 29’, 75’ Beltrame |

| Arbitro: | Candeo (Este) |

|            |           |  |
| Mancuso 1’ | Marcatori |  |

#### Primo turno
| Arbitro: | Mainardi (Bergamo) |

|            |           |                                 |
| Trocar 35’ | Marcatori | 36’ Regoli 85’ (rig.) Arrighini |